# Thiocarbonyle

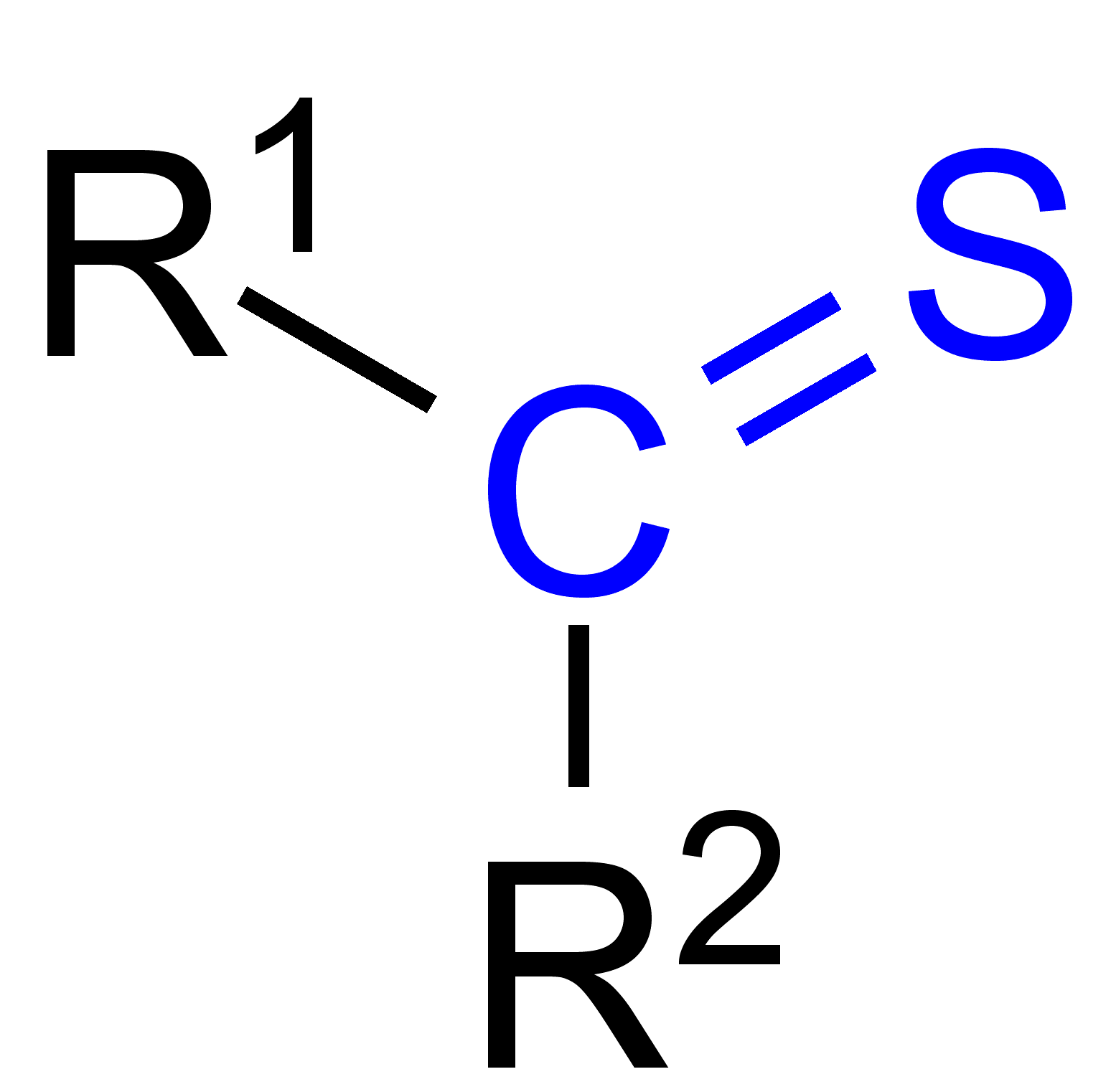
Groupe thiocarbonyle, R^{1} et R^{2} étant des groupes alkyles ou des atomes d'hydrogène.

En chimie organique, un groupe thiocarbonyle est l'équivalent soufré d'un groupe carbonyle, c'est-à-dire comportant une liaison double entre un atome de soufre et un atome de carbone, ce dernier étant par ailleurs lié exclusivement à des atomes d'hydrogène ou de carbone. C'est le groupe caractéristique des thiocétones (thiones) et des thioaldéhydes  (thials).